# Republiška uprava za javne prihodke
Republiška uprava za javne prihodke (RUJP) je bila med letoma 1992 in 1996 davčna služba Republike Slovenije, ki se je ukvarjala z davčnim nadzorom nad fizičnimi osebami in samostojnimi podjetniki.
Republiška uprava za javne prihodke je nasledila občinske uprave za javne prihodke in je bila davčna služba, namenjena fizičnim osebam,   pri tem pa so njene naloge obsegale odmero davkov in drugih obveznosti, inšpekcijski nadzor, knjigovodstvo in izterjave. 31.12.1995 je bilo v tej službi zaposlenih 1.583 delavcev, pri tem pa je primanjkovalo visoko izobraženega kadra.
Poleg Republiške uprave za javne prihodke je Republika Slovenija poznala še davčno službo za pravne osebe, ki se je imenovala Služba družbenega knjigovodstva in kasneje Agencija Republike Slovenije za plačilni promet, nadziranje in informiranje. Zaradi povečevanja števila davčnih zavezancev, različnega razvoja obeh služb, neenake obravnave pravnih in fizičnih oseb ter zaradi razvoja tehnologije je obstoj dveh ločenih davčnih služb postajal nevzdržen, zato sta se obe službi 17.04.1996 združili v enotno davčno službo- DURS.